# Veres-Kovács Attila
Veres-Kovács Attila (Szilágycseh, 1953. december 12. – Nagyvárad, 2017. december 19.) nagyvárad-olaszi református lelkipásztor, egyházépítő, kultúraszervező.

## Életpályája
Szilágycsehben nevelkedett hitüket gyakorló református munkásemberek második gyermekeként. Neveltetésében két hagyománytisztelet találkozott: anyai ágon Szilágyság, apai ágon a kalotaszegi Bánffyhunyad, melyhez hűséggel kötődik. Végigkísérte egész munkásságát mindkét hagyomány tisztelete és ápolása. Érettségi oklevelet szülővárosában szerzett, ahol kiváló tanárok oktattak. Kolozsvárról származó fiatal osztályfőnöke középiskolai diákjait a klasszikus műveltség és a népi kultúra éltetésére nevelte. Filmklubjukban közösen készült játékfilmjük országos díjban részesült 1972-ben. A Kolozsvári Protestáns Teológia elvégzése után (1972–76) lelkészi pályáját Nagyvárad-Velencén segédlelkészként kezdte, majd a Szatmár megyei Patóházán szolgált két évet, a Bihar megyei Fugyivásárhelyen tíz évet, és a Nagyvárad (belvárosi) olaszi gyülekezetben 1990. április 2-től. A ’89-es változások idején (december 22/23.) Balogh Barna lelkésszel és családjával együtt védték a randalírozó huligánoktól az időközben elmenekült Papp László püspök parókiáját Olasziban. Létrehozták az egyházkerület működésének folytonosságát biztosító Ügyintéző Bizottságot, visszavéve az egyházkerület régi nevét (Királyhágómelléki), megszervezte Gavrucza Tibor székelyhídi lelkésszel a volt Református Kultúrház és Inas Otthon (Teleki u. 27.) épületének visszafoglalását, beleköltöztetve a bihari egyházmegye irodáit, illetve a Harangszó szerkesztőségét. Az épület a kommunista párt iskolájának székháza volt. Feljárva az egyházkerületet, megszervezte néhány kollégája társaságában az egyházkerületi választásokat március folyamán. Így vált lehetővé, hogy a Királyhágómelléken már május 4-én beiktatható lett az új egyházi vezetés, Tőkés László püspökségével. A világraszóló beiktatáson, melyet személyesen szervezett és vezetett le, számos televíziótudósító vett részt az akkor hősnek számító új püspök személye miatt.
1990–1994 között püspökhelyettesként a Királyhágómelléki Református Egyházkerület intézményeinek alapításában meghatározó szerepe volt: Lorántffy Zsuzsanna Református Gimnázium, Sulyok István Református Főiskola, Harangszó c. gyülekezeti lap létrehozásában. Főiskolai óraadó tanárként vallás- és művelődéstörténetet adott elő nyolc éven keresztül.
Püspökhelyettesként az egyházkerület külügyi osztályát is vezette, kialakítva a változások után nemcsak az egyházkerület, de a gyülekezet külföldi, gyümölcsöző kapcsolatait is. Az Egyesült Államokban tett többszöri körútja során a Presbiteriánus Egyház (PC-USA) meghívására negyven államban tartott előadást egyházaknál, zsinatokon és egyetemeken a közép-kelet-európai egyházi és társadalmi helyzetről. Ugyanez a tartalma az Egyházak Világtanácsának az ausztráliai Canberrában 1991-ben tartott 22. Nagygyűlésén való részvételének is. Ugyanakkor végiglátogatta Tőkés László társaságában az ausztráliai kontinens nagyvárosainak magyar közösségeit. Külügyi munkássága eredményeként vált lehetővé az, hogy külföldi delegációknak feltárja Erdély szépségeit és magyar örökségét.
Tíz éven keresztül szervezte a Megtartó erő nevű ifjúsági nyári tábort, melybe a Kárpát-haza minden utódállamából hívott református fiatalokat egymás honának jobb megismerésére. A tábort évenként más ország területén szervezték együtt a magyarországi partnergyülekezet lelkipásztorával, dr. Kocsis Attilával. Alkalmanként negyven-ötven fiatal vett részt ezekben a hit- és értelemfejlesztő, nagy sikerű táborokban.
2017 december 19-én hunyt el Nagyváradon, szívinfarktus következtében. December 22-én a nagyváradi Rulikowski Városi Köztemetőben helyezték örök nyugalomra, temetésén Csűry István királyhágómelléki református püspök mellett jelen volt  Böcskei László nagyváradi római katolikus, és Virgil Bercea görögkatolikus püspök is. A köszöntőt Dénes István-Lukács élesdi református lelkész mondta, az igehirdetést Kocsis Attila debreceni lelkipásztor végezte.  A teológiai évfolyamtársak nevében Sándor Lajos nagyvárad-újvárosi református lelkész búcsúzott.
Utódai a nagyvárad-olaszi egyházközség élén Dénes István-Lukács esperes és Nacsádiné Csuka Melinda kórházlelkész lettek.

## Munkássága
Munkássága fontos eleme az a törekvése, hogy gyülekezetének tagjaival megismertesse szűkebb és tágabb pátriájuk természeti, épített és művészeti alkotásokban gazdag örökségét. Ennek érdekében évente tanulmányi utakat szervezett Belső-Erdélybe, Magyarországra és egy másik európai kultúra megismerésére. A ’89-es változások után a gyülekezetépítésnek ez a különös eszköze nemcsak a honismeretet gyarapította, de egymáshoz is közelebb hozta a gyülekezeti tagokat. A kilencvenes években alakult gyülekezeti ifjúsági kórussal bejárták a Kárpát-medence több utódállamát. Később a gyülekezet felnőtt tagjait és kórusát vitte honfeltáró körutakra. A nagy körültekintéssel megszervezett tanulmányi kirándulásaikra úgy készíti fel gyülekezeti tagjait, hogy ismeretterjesztő füzetet szerkeszt a látnivalókról és a megjegyzendő értékekről. Az utazásaik emlékét vetített képes és népszerű ismeretterjesztő elbeszélés formájában osztja meg más közösségekkel is szerte a Partiumban, erősítve ezzel a hazai magyarság értékeinek ismeretét.
1994–96 között kezdeményezte és levezette – parókiája kertjét felajánlva – a Lorántffy Zsuzsanna Református Egyházi Központ felépítését. Közösen használva az Egyházkerülettel, nemcsak a város, de az egész Partiumban jó nevet szerzett az itt zajló közművelődési és egyházépítői tevékenységekkel. Múzeumterme az egyházi kincsek őrhelyévé is vált, miközben több iskola diákjainak szolgál öntudat-erősítő iskolán kívüli tevékenységnek. Kalauzolásával nagyon sok anyaországi turista került közelebb a közös értékeinkhez. A Partiumi és Bánsági Műemlékvédő és Emlékhely Társaság (PBMET) szinte minden megjelent könyvét ebben a nemesen egyszerű, szakrális térben mutatta be. A Lorántffy Központ nemcsak az egyháziaknak otthona, hanem civil szervezetek gyakori rendezvényeinek színhelye is.
Tizenhat éve szerkeszti a Kárpát-hazában egyedülálló, vasárnaponként és ünnepnapokon folyamatosan megjelenő gyülekezeti újságját, a Vasárnapi Üzenetet, melyben nemcsak az istentiszteleti és gyülekezeti tudnivalókat közli, hanem a magyar kultúra, művelődés és történelem legfontosabb ismereteit is. A gyülekezet hitbeli erősítésének és keresztyén nevelésének célját szolgáló népszerű lapját nemcsak a reformátusok, de más felekezetűek is előszeretettel olvassák. 
Könyvet szerkesztve emlékezett meg a Váradi Énekeskönyv születésének 445., valamint az olaszi templom építésének 210. és 225. évfordulójáról. Zene- és éneklésszeretete vezette a Bihari Református Egyházmegye lelkészkórusába (Vox Pastoris) is, melynek nyolc éve alapító tagja és fellépéseinek egyik szervezője.
A helytörténeti emlékek feltárása érdekében presbitertársával együtt kezdeményezte Nagyvárad sokoldalú tudósának és művelődésszervezőjének, Sándorffy József emlékkövének felállítását az olaszi templom parkjában.
A város templomainak sorában is kiemelkedő 18. századi műemlék értékű templomát váradi szolgálata alatt többször is felújíttatta, szépíttette, állagát igyekszik kitartó munkával jó állapotban megőrizni, teljes tetőfelújítással, többszöri belső és külső javítással. Szorgalmazta a második világháborúba elvitt nagyharang helyébe új harang öntetését. Így költözött új nagyharang 2015 őszén az olaszi templom tornyába.
A ’89-es változásokat követően a váradi magyar televízióadásokban vallásos műsort szerkesztett, az egyházkerületben bábáskodott a református rádióadások beindításában 2004-ben, melyet a Partium Rádió sugárzott, főszerkesztője volt nemcsak a vallási műsornak, de beindította a Támaszpont című élő adást, a neves emberek példájára támaszkodó üzenettel. 2008 adventjén pedig az Erdélyi Mária Rádió hullámhosszán szerkeszt református adást heti fél órában, mely kivívta az erdélyi szórványban lakó reformátusok és magyar katolikusok elismerését.
Kitartó küzdelmet folytat konfirmandusai, a gyülekezet ifjúsága, valamint lelkésztársai körében is a szép, igényes magyar beszéd éltetéséért, a magyar irodalom és költészet népszerűsítése érdekében. Igehirdetésének nyelvi gazdagsága és kifejezőereje élménnyé teszik az istentiszteleti részvételt. A helyi sajtóban és szaklapokban megjelenő írásai nemcsak az egyházi esemény megörökítését, hanem kultúraközvetítés célját is szolgálják.

## Könyv
- Magyar egyházak és gyülekezetek Nagyváradon / Hungarian churches and congregations in Oradea/Nagyvárad; szerk. Veres Kovács Attila, Szilágyi Aladár; Királyhágómelléki Református Egyházkerület, Oradea, 1992